# Museo nacional de Camboya
El Museo nacional de Camboya se localiza en Nom Pen en el país asiático de Camboya. Se trata del museo más grande de la historia cultural del país y el museo líder en temas históricos y arqueológicos del país.
El museo alberga una de las mayores colecciones del mundo de arte jemer, incluyendo cerámica, esculturas, bronces y objetos etnográficos. La colección del museo incluye más de 14.000 artículos, desde los tiempos prehistóricos de los períodos antes, durante y después del Imperio Jemer, que en su apogeo se extendió desde Tailandia, a través de la actual Camboya, hasta el sur de Vietnam.